# Кучеровка (приток Черняницы)
Кучеровка — река в России, протекает в Котельничском районе Кировской области. Устье реки находится в 17 км по правому берегу реки Черняница. Длина реки составляет 10 км.
Исток у деревни Биртяевы (Биртяевское сельское поселение) в 5 км к северо-востоку от Котельнича. Река течёт на запад, затем около деревни Урожайная поворачивает на север. Впадает в Черняницу в урочище Шапорово в 8 км к северу от Котельнича.

## Данные водного реестра
По данным государственного водного реестра России относится к Камскому бассейновому округу, водохозяйственный участок реки — Вятка от города Киров до города Котельнич, речной подбассейн реки — Вятка. Речной бассейн реки — Кама.
Код объекта в государственном водном реестре — 10010300312111100036079.